# Prinzessin Lillifee
Prinzessin Lillifee ist eine literarische Figur einer Kinderbuchreihe von Monika Finsterbusch, die wie begleitendes Merchandising vom Coppenrath Verlag nach ihr benannt ist. Der Verkauf begann im Jahr 2004.
In den Büchern geht es um die Abenteuer einer kleinen Blütenfee und ihrer Freunde. Die Produktreihe Prinzessin Lillifee ist ausnahmslos in „Lillifee-Rosa“ gehalten.
Die Figur der Prinzessin Lillifee wird dafür kritisiert, dass sie feminine Stereotype fördere und nicht emanzipatorisch sei.

## Figuren
- Prinzessin Lillifee ist eine kleine Blumenfee, die in einem Blütenschloss im Zaubergarten des Zauberlandes Rosarien lebt. Wenn Lillifee nicht gerade zur Zauberschule geht, dann hilft sie den Tieren, Pflanzen und allen anderen, die in ihrem Feenreich leben. Abends zündet sie die Sterne am Nachthimmel an, und morgens küsst sie die Blumen wach.
- Pupsi, ein kleines, rosa Schweinchen, liebt Ruhe und Gemütlichkeit und alle Schattierungen der Farbe Rosa, besonders „Dreiviertelrosa“.
- Henry ist ein brauner Hase, der sich überall einmischt und immer alles besser weiß.
- Bruno ist ein Bär, den so schnell nichts aus der Ruhe bringt, tapsig und ungeschickt.
- Der Marienkäfer Oskar ist unsicher und ängstlich und wird deswegen ständig beschützt.
- Der Igel Iwan mit fünftausendzweihunderteinundzwanzig Stacheln, hat ein lustiges Gemüt und bringt seine Freunde oft zum Lachen.
- Bella, eine kleine Schmetterlingsfee, möchte eine genauso „tolle Fee“ wie Lillifee werden. Doch sie ist zerstreut und fabriziert mit ihrem Zauber ein ganz schönes Durcheinander. Sie ist eine der Hauptpersonen des Buches Prinzessin Lillifee hat ein Geheimnis.
- Clara und Cindy sind Mäuse-Zwillingsschwestern, die sich in Neugierde und Vorwitzigkeit übertreffen. Sie kennen jeden Winkel des Blütenschlosses und wissen immer, was gerade so los ist.
- Frosch Carlos steht allen zur Seite. Er liegt gern am Teich und bringt nebenbei den Freunden das Schwimmen bei.
- Rosalie ist Lillifees Einhorn.

## Buchübersicht
In der Reihe sind bisher sechzehn Titel erschienen. Jedes neu erschienene Buch verfügt über eine eigenständige Geschichte, aber verknüpft auch Handlungsstränge aus vorhergehenden Bänden miteinander:
| - Band 1: Prinzessin Lillifee (2004) - Band 2: Prinzessin Lillifee hat ein Geheimnis (2005) - Band 3: Prinzessin Lillifee und die kleine Seejungfrau (2006) - Band 4: Prinzessin Lillifee und das Einhorn (2006) - Band 5: Prinzessin Lillifee die kleine Ballerina (2007) - Band 6: Prinzessin Lillifee und der kleine Delfin (2008) - Band 7: Prinzessin Lillifee und das kleine Reh (2009) - Band 8: Prinzessin Lillifee und der kleine Drache (2011) | - Band 9: Prinzessin Lillifee und der Bergkristall (2012) - Band 10: Vorhang auf für Prinzessin Lillifee (2013) - Band 11: Prinzessin Lillifee und der Feenball (2014) - Band 12: Prinzessin Lillifee rettet das Einhornparadies (2016) - Band 13: Prinzessin Lillifee und der fliegende Elefant (2017) - Band 14: Prinzessin Lillifee sucht den verlorenen Stern (2018) - Band 15: Prinzessin Lillifee in der Tierklinik (2019) - Band 16: Prinzessin Lillifee und die Zaubermuschel (2020) - Band 17: Prinzessin Lillifee – Ein Wintermärchen (2021) |

## Übersetzungen
Die Bücher über Prinzessin Lillifee wurden inzwischen in zahlreiche andere Sprachen übersetzt. Viele der Geschichten erschienen als Hörbuch auf CD, darunter auch in Hebräisch und Türkisch:
| Englisch      | Princess Lillifee                                    | Niederländisch | Prinses Lillifee    |
| Finnisch      | Prinsessa Lillifee                                   | Französisch    | La Fée Lili-Rose    |
| Spanisch      | Lily la Princesa Hada                                | Schwedisch     | Prinsessan Lillifee |
| Norwegisch    | Prinsesse Lillefe                                    | Türkisch       | Prenses Lilliperi   |
| Japanisch     | プリンセス・リリー Purinsesu Rirī bzw. Princess Lilī | Tschechisch    | Princeznička Lilli  |
| Portugiesisch | A Princesinha Lillifee                               |                |                     |

## Adaptionen
Die Bücher wurden vielfach adaptiert.
- Hörbücher: Die deutschen Hörbücher werden von Sissi Perlinger gesprochen und gesungen.
- Musical: 2007 kam ein Pop-Musical für Kinder und Erwachsene unter dem Titel Prinzessin Lillifee und der Zauber der Rose mit Musik und Texten von Dirk Busshart, Markus Löhr und Mathias Schönsee auf den Markt. Inzwischen läuft die zweite Tournee durch Deutschland.[4]
- Zeitschrift: Zu der Figur Prinzessin Lillifee verlegt Blue Ocean Entertainment seit 2006 das monatlich erscheinende Kindermagazin Prinzessin Lillifee sowie weitere Magazine und Sonderhefte rund um die Coppenrath-Figur. Zielgruppe der Zeitschriften sind vor allem Mädchen im Alter von drei bis sieben Jahren.[5]
- Film: Am 26. März 2009 startete der von der Caligari Film und ndF produzierte Kinofilm Prinzessin Lillifee in den deutschen Kinos.
Prinzessin Lillifee und das kleine Einhorn ist die Fortsetzung und startete am 1. September 2011 in den deutschen Kinos. Er ist eine Produktion von Caligari Film und Wunderwerk in Koproduktion mit Universum Film, dem WDR und Millimages.
- Fernsehsendung: Vom 6. April 2009 bis zum 11. April 2009 strahlte der KIKA die sechsteilige Serie Tanz mit Prinzessin Lillifee! aus. Die Folgen 1 bis 5 haben eine Laufzeit von je zehn Minuten, Folge 6 hat eine Laufzeit von 25 Minuten. In den Folgen 1 bis 5 wurde den Zuschauern jeweils ein Tanz beigebracht bzw. gezeigt. Dieser wurde dann am Ende der Sendung zusammen getanzt. In Folge 6 veranstaltete Lillifee ihren großen Feenball, auf dem alle fünf Tänze der vorhergegangenen Episoden getanzt wurden. Lillifee wurde von Nika Krosny verkörpert, Pupsi von Andreas Birkner und Carlos von Willem Allroggen.
- Trickfilmserie: Außerdem gibt es eine 26-teilige Zeichentrickserie Prinzessin Lillifee, die im April 2012 auf dem KIKA ausgestrahlt wurde.